# Vương quốc xe hơi
Vương quốc xe hơi (tên tiếng Anh: Cars) là một bộ phim hoạt hình đồ họa 3D bằng máy tính của Mỹ được sản xuất bởi Pixar Animation Studios và phát hành bởi Walt Disney Pictures vào năm 2006. John Lasseter là biên kịch kiêm đạo diễn. Phim được ra mắt ngày 26 tháng 5 năm 2006 tại Charlotte Motor Speedway ở Concord, Bắc Carolina và công chiếu tại rạp vào ngày 9 tháng 6 cùng năm.

## Nội dung
Trong một thế giới toàn là các phương tiện biết nói, Dinoco 400, chặng đua cuối cùng của giải đua xe Cúp Piston 2006 bắt đầu cuộc so tài giữa nhà vô địch bảy lần Strip Weather với biệt danh "The King (nhà vua)", người đang tham dự mùa giải Cúp Piston cuối cùng của anh trước khi giải nghệ, tay xế nhất quán - Chick Hicks với biệt danh "Gà con", người đã phải dùng đến những pha bạo lực dẫn đến những cú va chạm bắt buộc để vượt lên dẫn đầu, và tân binh tài năng nhưng kiêu ngạo Lightning McQueen với biệt danh "Tia chớp". Ở vị trí sau cùng, Lightning tránh được một vụ va chạm nhiều xe do Chick cố tình gây ra. Trong khi những chiếc xe khác ham hố sửa chữa hỏng hóc và thay lốp mới, anh ấy vẫn dẫn đầu, điều này phản tác dụng khi lốp sau của anh ấy bị nổ ở vòng cuối cùng. Chick và The King bắt kịp, dẫn đến hòa tay ba cho vị trí đầu tiên, ban tổ chức của giải lúc đó tuyên bố rằng sẽ tổ chức cuộc đua phụ được lên kế hoạch vào tuần sau tại trường đua Los Angeles International Speedway để xác định nhà vô địch.
Lightning đang khao khát giành chiến thắng trong cuộc đua, không chỉ để trở thành tân binh đầu tiên giành được Cúp Piston Cup, mà còn vì điều đó sẽ cho phép anh rời khỏi đội đua Rust-eze, và chiếm vị trí của The King ở đội đua Dinoco uy tín. Tuy nhiên, anh ta phải đấu tranh để làm việc với những người khác do sự ích kỷ của mình, điều này đã khiến ba đội trưởng đội đua và các thành viên của anh ta phải nghỉ việc sau cuộc đua.
Háo hức đến California càng sớm càng tốt, Lightning đẩy người vận chuyển của mình là Mack, lái xe xuyên đêm.  Khi Lightning đang ngủ, Mack gật đầu và giật mình tỉnh giấc bởi một nhóm quái xế côn đồ, khiến Lightning ngã ra phía sau xe đầu kéo và ngã xuống đường. Lightning thức dậy giữa dòng xe cộ và phóng nhanh ra khỏi đường cao tốc để tìm Mack. Thay vào đó, anh ta đến thị trấn sa mạc hoang tàn Radiator Springs, nơi anh ta bị truy đuổi bởi Cảnh sát trưởng thị trấn và vô tình làm xới tung con đường chính. Ngày hôm sau, Lightning được lệnh bởi thẩm phán thị trấn và bác sĩ y tế, Doc Hudson, phải rời thị trấn ngay lập tức khi thấy rằng anh ta là một chiếc xe đua, nhưng luật sư địa phương - Sally, yêu cầu Lightning thay vào đó nên được chỉ định dịch vụ cộng đồng để cứu  đường bằng máy, mà Doc miễn cưỡng đồng ý. Tuyệt vọng đến được California, Lightning loạng choạng bước trên con đường để vội vã rời đi. Tuy nhiên, Doc không hài lòng, và anh ta thách đấu Lightning tham gia một cuộc đua với điều kiện nếu anh ta thắng, anh ta có thể rời đi và kẻ thua cuộc buộc phải sửa lại con đường, Lightning quay ra trong một ngã rẽ và đâm vào một đám cây xương rồng, Lightning thua Doc và buộc phải sửa lại con đường.
Trong thời gian này, Lightning bắt đầu quen dần với thị trấn và kết bạn với một số cư dân ở đó, đặc biệt là đi chơi trò lật ngửa máy cày với chiếc xe kéo gỉ Mater và trở thành bạn thân nhất của anh ta, Lightning cũng hứa với Mater sẽ cho anh đi trực thăng nếu cậu thắng cuộc đua lớn. Anh cũng gắn bó tình cảm với Sally, người đã từ bỏ sự sang trọng ở Los Angeles để đến sống ở Radiator Springs và giờ đây mơ ước đưa thị trấn trở lại bản đồ. Lightning sau đó hiểu rằng Radiator Springs từng là một điểm dừng phổ biến dọc theo Quốc lộ 66 của Hoa Kỳ cho đến khi nó bị bỏ qua khi xây dựng Xa lộ liên tiểu bang 40 và hầu như bị lãng quên, và Doc Hudson chính là cựu tay đua Fabulous Hudson Hornet, nhà vô địch Piston Cup ba lần, đã từ giã sự nghiệp sau vụ tai nạn kinh hoàng ở mùa giải năm 1954. Cuối cùng, Lightning sửa chữa xong con đường và quyết định dành thêm một ngày ở Radiator Springs để giúp đỡ các doanh nghiệp địa phương. Tuy nhiên, Doc thông báo cho giới truyền thông về nơi ở của Lightning, dẫn đội tìm kiếm và Mack xuống thị trấn và yêu cầu Lightning phải rời đi kịp thời cho cuộc đua sắp tới. Doc nhanh chóng hối hận về hành động của mình sau khi chứng kiến những người dân thất vọng trước sự rời đi của anh.
Tại cuộc đua, vì không thể nói lời tạm biệt với những người bạn mới của mình, Lightning đua một cách mất tập trung và bị tụt lại một vòng. Sau đó, anh ta ngạc nhiên khi phát hiện ra rằng Doc, sau khi thay đổi quyết định, đã đảm nhận vị trí đội trưởng đội đua của anh ta, và hầu hết bạn bè từ Radiator Springs đang giúp đỡ trong đó. Được truyền cảm hứng và nhớ lại những thủ thuật mà anh ấy đã học được từ Doc và những người bạn của anh ấy, Lightning cố gắng phục hồi và vươn lên dẫn đầu. Trong vòng đua cuối cùng, Chick thực hiện một pha bạo lực bằng cách va chạm với The King khiến anh rơi vào một vụ tai nạn nguy hiểm. Vì Không muốn The King phải từ giã sự nghiệp giống như của Doc, Lightning dừng lại ngay khi gần cán đích và quay lại đẩy để giúp The King để anh ta có thể hoàn thành cuộc đua của mình, trong khi Chick đã cán đích và giành được chiếc Cúp Piston. Kết quả là đám đông và giới truyền thông giận dữ lên án chiến thắng của Chick nhưng lại khen ngợi tinh thần thể thao của Lightning. Lightning được Tex - CEO của Dinoco đề nghị gia nhập đội đua, nhưng anh ta quyết định từ chối và ở lại với đội đua Rust-eze vì lòng trung thành đối với sự ủng hộ trước đây của họ và Lightning đã giữ lời hứa với Mater. Trở lại Radiator Springs, Lightning gặp lại Sally và thông báo rằng tay đua nào đó sẽ thiết lập trụ sở đua xe của mình ở đó, cuối cùng đưa thị trấn trở lại bản đồ.
Trong một đoạn ngắn sau phần post-credit, Minny và Van, một cặp đôi lữ hành cố gắng để đến được xa lộ liên bang, bị lạc giữa sa mạc, đây cũng là hai nhân vật đã xuất hiện ở đoạn Lightning đang sửa đường.